# Bruce Murray
Bruce Edward Murray (Germantown, 25 januari 1966) is een voormalig profvoetballer uit de Verenigde Staten, die speelde als middenvelder en aanvaller. Hij was met 21 treffers de topscorer aller tijden van het Amerikaans voetbalelftal toen hij in 1995 zijn actieve loopbaan beëindigde.

## Interlandcarrière
Murray speelde 86 keer voor de nationale ploeg van de Verenigde Staten (1985-1993) en scoorde daarvoor 21 keer. Hij maakte zijn debuut op 16 juni 1985 in een vriendschappelijke thuiswedstrijd tegen Engeland (0-5) in Los Angeles. Murray moest in dat duel na één speelhelft plaatsmaken voor Jacques LaDouceur. Hij nam met Team USA deel aan de Olympische Spelen 1988 en aan het WK voetbal 1990.

## Erelijst

### Nationale ploeg
Verenigde Staten
- CONCACAF Gold Cup

1991